# Osmanska dynastin

Osmanska rikets heraldiska vapen 1889-1922.

Den osmanska dynastin var den dynasti som härskade över Osmanska riket. Den räknas från Osman I (ej från dennes fader Ertugrul, som stod under seldjukisk överhöghet som ghazi) och som även givit den dess namn. Dynastin var från början av turkisk härkomst, men efter omfattande politiska giftermål kom snart osmanerna att vara släkt med de flesta av folkslagen inom rikets gränser. Efter att man erövrat Konstantinopel år 1453 anammade osmanerna mycket av den bysantinska och grekiska kulturen och ju fler folkslag som sattes under riket desto mer mångsidig blev den osmanska kulturen. 

## Bakgrund
De två första härskarna, Osman I och Orhan, kallade sig själva endast hövdingar (bey) men Murad I lät år 1383 kröna sig till sultan. Då det bysantinska riket besegrats vid Konstantinopels fall år 1453 lät sultan Mehmet II utropa sig till arvtagare och kejsare av det romerska riket (Kayser-i Rûm) och beskyddare av den ortodoxa kristendomen. Från 1517, då Kairo erövrades av Selim I som lät avsätta kalifen där, var sultanerna även kalifer av Islam (alla muslimers andliga överhuvud) och sultanen ansågs ha rätt att pålysa jihad, heligt islamiskt krig. Sultantiteln avskaffades i och med den turkiska revolutionen år 1922 och kaliftiteln avskaffades två år senare.
Successionsordningen inom dynastin var till en början obestämd; vem som helst av sultanens söner kunde ärva tronen. Sönerna fick ansvaret för en provins för att visa sin duglighet. När efterträdaren utsetts bekräftade han makten genom att avrätta sina (halv)bröder. Detta bruk hade fördelar eftersom efterträdaren redan hade regeringsvana och inflytande när han fick ansvar för riket, men också nackdelar då det ledde till intriger mellan bröderna stödda av deras anhängare och mödrar och ofta till och med direkta stridigheter om makten. Under 1500-talet gick man över till att istället konservera bröderna i palatset. Senare gick man över till den europeisk modellen att ge tronen till den förstfödde.

## Härskare
| - Osman I (1299-1326) - Orhan (1326-1359) - Murad I (1359-1389) - Beyazıt I (1389-1402) - Mehmet I (1403-1421) - Murad II (1421-1451) - Mehmet II (Erövraren) (1451-1481) - Beyazıt II (1481-1512) - Selim I (1512-1520) - Süleyman I (den Store) (1520-1566) - Selim II (1566-1574) - Murad III (1574-1595) - Mehmet III (1595-1603) - Ahmed I (1603-1617) - Mustafa I (1617-1618) - Osman II (1618-1622) - Mustafa I (1622-1623) - Murad IV (1623-1640) - İbrahim (1640-1648) | - Mehmet IV (1648-1687) - Süleyman II (1687-1691) - Ahmed II (1691-1695) - Mustafa II (1695-1703) - Ahmed III (1703-1730) - Mahmud I (1730-1754) - Osman III (1754-1757) - Mustafa III (1757-1774) - Abd ül-Hamid I (1774-1789) - Selim III (1789-1807) - Mustafa IV (1807-1808) - Mahmud II (1808-1839) - Abd ül-Mecid I (1839-1861) - Abd ül-Aziz (1861-1876) - Murad V (1876) - Abd ül-Hamid II (1876-1909) - Mehmet V (Resad) (1909-1918) - Mehmet VI (Vahdettin) (1918-1922) - Abd ül-Mecid II (1922-1924) (endast kalif) |